# La cultura greca e le origini del pensiero europeo
La scoperta dello spirito. La cultura greca e le origini del pensiero europeo (titolo orig. Die Entdeckung des Geistes. Studien zur Entstehung des europäischen Denkens bei den Griechen) è una raccolta di saggi del filologo tedesco Bruno Snell, pubblicata originariamente nel 1946. Il libro raccoglie saggi incentrati sulla cultura greca classica e scritti per la maggior parte in forma di conferenze. Nel frattempo, altri saggi furono inclusi da Snell nell'opera in Germania, aggiunti nelle edizioni italiane dal 1963. Una nuova edizione italiana riveduta e corretta è apparsa finalmente nel 2021.

## Struttura e contenuti
I diversi saggi si susseguono secondo una progressione grosso modo cronologica: prendendo le mosse da Omero, punto di partenza della tradizione poetico-culturale greca e poi europea , l'articolata disamina di Snell prosegue, attraverso una serie di passaggi intermedi, fino a Virgilio. I saggi rappresentano un tentativo di tracciare, primariamente con il filtro delle manifestazioni letterarie, un prospetto storico delle fondamentali acquisizioni del pensiero greco, di quelle categorie culturali sviluppatesi ed evolutesi, tra continuità e rottura, in seno a tale cultura e fattesi poi paradigmi fondativi di quella europea. L'opera rappresenta, in altre parole, una storia dello "spirito" greco, dove la nozione di spirito, derivata dall'idealismo, ma non accolta da Snell nella stessa versione "forte", indica, in buona sostanza, l'universo delle fondamentali concezioni di pensiero che definiscono il rapporto dell'uomo con se stesso e la sua interpretazione del mondo.
Uno dei temi centrali riguarda, infatti, la progressiva acquisizione di autocoscienza da parte dell'uomo greco, interpretato da Snell, nell'introduzione dell'opera, come vera e propria "scoperta" dello spirito. Dalla concezione dell'uomo di Omero, quando ancora lo spirito e l'anima in un certo modo non "esistono", poiché non compiutamente riconosciuti e definiti in quanto tali, quando l'uomo ancora non si percepisce come unità spirituale, ma non è che una determinazione di stimoli e reazioni a forze "altre", così come, d'altra parte, non riconosce il suo corpo come complesso unitario ma come mero insieme di parti, passando per "il primo rivelarsi dell'individualità nella lirica greca", per arrivare alla tragedia, quando l'azione diventa infine un fatto compiutamente interiore e dunque il risultato di una scelta individuale. L'opera di Snell si muove in una vasta di gamma di temi: la "storia dello spirito" greca, nelle sue diverse manifestazioni, è illuminata da un'attenta chiarificazione tanto dei punti di continuità quanto delle sfaccettate evoluzioni.
Il lavoro di Snell rappresenta, nonostante i ridimensionamenti a cui è stato sottoposto , uno studio fondamentale del complesso della cultura greca, con alcune fondamentali intuizioni e ricostruzioni ancora oggi notevolissime.

## Edizioni italiane
- La cultura greca e le origini del pensiero europeo, traduzione di Vera Degli Alberti, Collana Saggi n.146, Torino, Einaudi, 1951. - ed. aumentata da nuovi saggi tradotti da Anna Solmi Marietti, Collana Piccola Biblioteca Einaudi n.36, 1963, 1965, 1968, 1971, 1976, 1979, 1982, 1986, 1988, 1991, 2002, ISBN 978-88-061-5354-0.
- La scoperta dello spirito. La cultura greca e le origini del pensiero europeo, traduzione di Vera Degli Alberti e Anna Solmi Marietti riveduta e ampliata da Marta Rosso, Prefazione di Roberto Andreotti, Roma, Luiss University Press, 2021, ISBN 978-88-610-5666-4.